# Embenat adhesiu

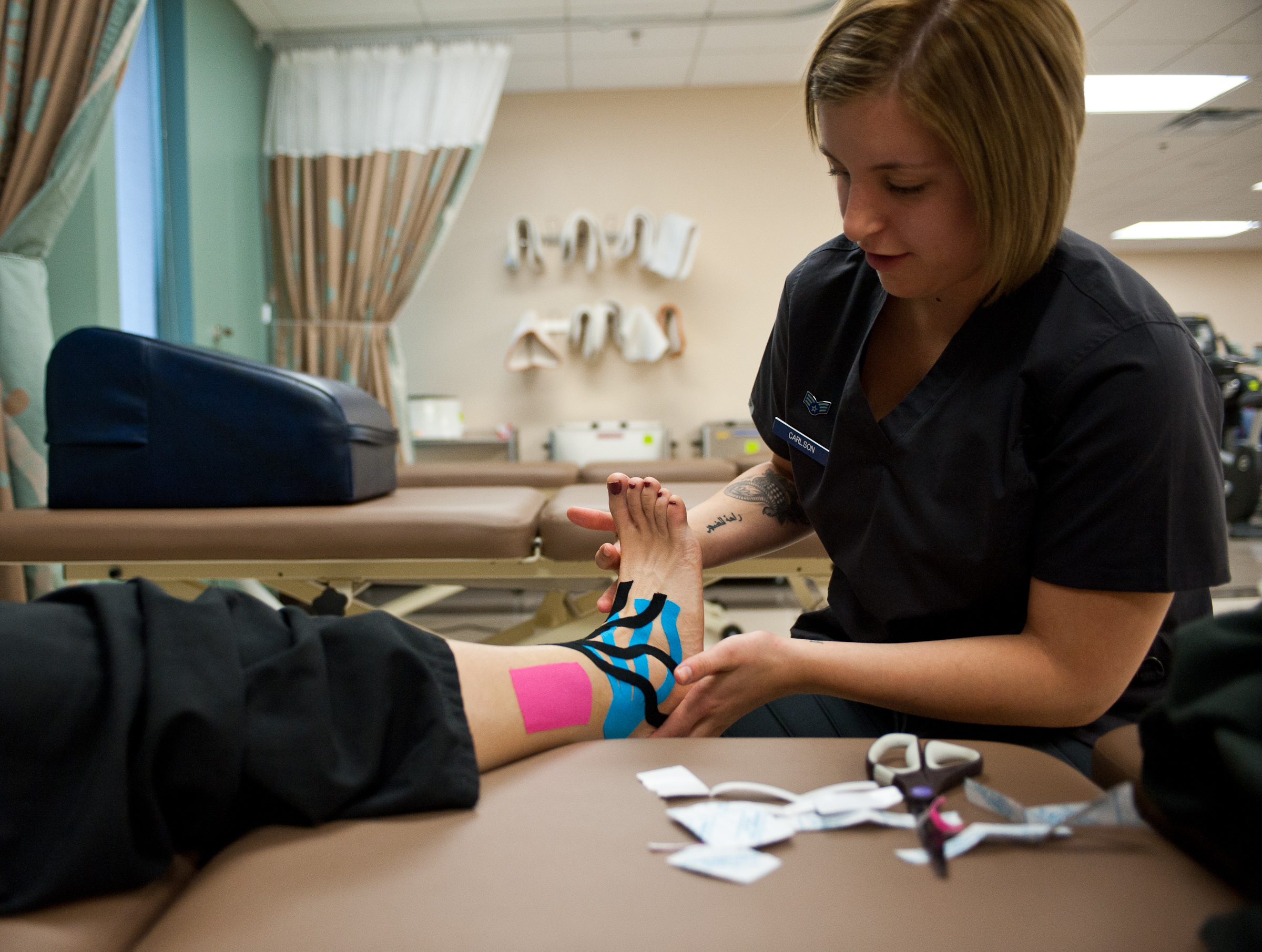

Un embenat adhesiu (en anglès: kinesiotape) és una cinta elàstica de cotó de diferents colors i trames encreuades amb adhesiu acril·lic, que s'estira només en el sentit longitudinal fins a un 140% de la seva longitud inicial, i que s'usa en fisioteràpia en esportistes perquè els seus efectes de drenatge, distensió o subjecció, facilitin la recuperació de músculs, lligaments i tendons.
Les seves bases es van establir en la dècada de 1970 pel doctor Kenzo Kase, escollint la pell com a model i sabent de la importància de mantenir el moviment normal, varen desenvolupar l'embenat elàstic que ajudava la funció muscular sense limitar els moviments, mantenint una adequada circulació sanguínia i limfàtica, així com l'arribada d'informació propioceptiva de l'estructura lesionada, factors que afavoreixen el procés de recuperació normal de l'estructura lesionada.
Diversos estudis conclouen que no hi ha millores significatives en la curació de les lesions musculars amb l'aplicació de les cintes elàstiques, sent considerat un placebo, sent declarat una mètode pseudocientífic.